# Haldor, o Não Cristão
Haldor, o Não-Cristão (Halldórr ókristni) foi um escaldo nórdico, ativo por volta do ano 1010. A única informação conhecida sobre ele era que ele era um dos poetas da corte de Jarl Érico Hakonarson. Oito versos dróttkvætt por ele existem, preservados nas sagas dos reis. Eles contêm uma descrição vívida da Batalha de Svolder. Heimskringla atribui pelo menos algumas dessas estrofes a um flokkr de Jarl Érico e estudiosos às vezes se referem a eles como Eiríksflokkr.[carece de fontes?]
As fontes existentes não explicam o cognome "ókristni" (não-cristão) mas é sabido que apesar de Jarl Érico ter adotado o Cristianismo, pelo menos nominalmente, ele era tolerante quanto ao paganismo e seus poetas da corte o aclamavam em termos tradicionalmente pagãos.